# دي سنايدر
دانيال "دي سنايدر"(من مواليد 15 مارس 1955) هو مغني وممثل أمريكي، كما يقوم كذلك بكتابة الأغاني. كان دانيال المغني الرئيسي لفرقة تويستد سيستر ويكتب الأغاني للفرقة أيضا. كما حصل على المرتبة 83 في قائمة أفضل 100 مطرب ميتال في الصحيفة الموسيقية هيت بارادير.

## بداية حياته
ولد دي سنايدر في مدينة نيويورك، وعمل والده، بوب،ككاتب محكمة في ولاية نيويورك. وعملت والدته،مارغريت، كمعلمة فنون. حيث أن والده يحمل الديانة اليهودية، بينما كانت والدته من عائلة كاثوليكية من أصل سويسري.